# Law Adam
Lawrence Adam dit Law Adam (11 juin 1908 à Probolinggo – 15 mai 1941 à Soerabaja) est un footballeur néerlandais qui a joué pour deux sélections : la Suisse et les Pays-Bas.

## Biographie
Après une saison au VV La Haye, Adam part en Suisse pour ses études et joue avec le club suisse de Grasshopper. Durant cette période, il remporte le championnat suisse en 1927-1928 puis en 1930-1931, ainsi que la Coupe de Suisse en 1932.
Il reçoit une sélection avec l'équipe de Suisse lors de la Coupe internationale 1927-1930, puis dix sélections avec les Pays-Bas, inscrivant cinq buts. Il inscrit notamment deux doublés, contre la Belgique en avril 1932, puis l'Allemagne en décembre de la même année.
Il retourne en 1933 dans son ancien club de La Haye, et reçoit encore une sélection avec les Pays-Bas, marquant à nouveau un but. Il est ensuite contraint d'arrêter la sélection nationale à cause de problèmes cardiaques.
Il décède d'un arrêt cardiaque au cours d'un match de football aux Indes orientales néerlandaises en 1941, entre Thor (Tot Heil Onzer Ribbenkast) et Anasher, après avoir marqué deux buts et réalisé trois passes décisives.

## Statistiques en sélection nationale
| Match avec la Nati | Match avec la Nati | Match avec la Nati | Match avec la Nati | Match avec la Nati | Match avec la Nati | Match avec la Nati             |
|                    | Date               | Lieu               | Adversaire         | But                | Résultat           | Compétition                    |
| ------------------ | ------------------ | ------------------ | ------------------ | ------------------ | ------------------ | ------------------------------ |
| 1.                 | 27 octobre 1929    | Berne (Suisse)     | Autriche           | Aucun              | 1-3                | Coupe internationale 1927-1930 |

| Matches avec les Oranje | Matches avec les Oranje | Matches avec les Oranje | Matches avec les Oranje | Matches avec les Oranje | Matches avec les Oranje | Matches avec les Oranje |
|                         | Date                    | Lieu                    | Adversaire              | But                     | Résultat                | Compétition             |
| ----------------------- | ----------------------- | ----------------------- | ----------------------- | ----------------------- | ----------------------- | ----------------------- |
| 1.                      | 2 novembre 1930         | Zurich (Suisse)         | Suisse                  | Aucun                   | 3-6                     | Amical                  |
| 2.                      | 29 mars 1931            | Amsterdam (Pays-Bas)    | Belgique                | Aucun                   | 3-2                     | Amical                  |
| 3.                      | 26 avril 1931           | Amsterdam (Pays-Bas)    | Allemagne               | Aucun                   | 4-4                     | Amical                  |
| 4.                      | 3 mai 1931              | Anvers (Belgique)       | Belgique                | 1 but                   | 2-4                     | Amical                  |
| 5.                      | 14 juin 1931            | Copenhague (Danemark)   | Danemark                | Aucun                   | 2-0                     | Amical                  |
| 6.                      | 29 novembre 1931        | Paris (France)          | France                  | Aucun                   | 4-3                     | Amical                  |
| 7.                      | 20 mars 1932            | Anvers (Belgique)       | Belgique                | Aucun                   | 4-1                     | Amical                  |
| 8.                      | 17 avril 1932           | Amsterdam (Pays-Bas)    | Belgique                | 2 buts                  | 2-1                     | Amical                  |
| 9.                      | 4 décembre 1932         | Düsseldorf (Allemagne)  | Allemagne               | 2 buts                  | 2-0                     | Amical                  |
| 10.                     | 22 janvier 1933         | Amsterdam (Pays-Bas)    | Suisse                  | Aucun                   | 0-2                     | Amical                  |
| 11.                     | 7 mai 1933              | Amsterdam (Pays-Bas)    | Belgique                | 1 but                   | 1-2                     | Amical                  |